# Hebbūr
Hebbūr är en ort i Indien.   Den ligger i distriktet Tumkur och delstaten Karnataka, i den södra delen av landet, 1 700 km söder om huvudstaden New Delhi. Hebbūr ligger 811 meter över havet och antalet invånare är 5 951.
Terrängen runt Hebbūr är platt, och sluttar västerut. Runt Hebbūr är det tätbefolkat, med 530 invånare per kvadratkilometer. Närmaste större samhälle är Kunigal, 14,6 km söder om Hebbūr. Omgivningarna runt Hebbūr är en mosaik av jordbruksmark och naturlig växtlighet.